# Гияс-ад-дин Джахангир
Гияс-ад-дин Мухаммад Джахангир (перс. غیاث الدین محمد جهانگیر‎) (1356—1376) — старший сын среднезиатского правителя Тамерлана.

## Личность Джахангира
Он, как и Тимур отличался твердостью, решительностью и доблестью, знал военное дело. С ранних лет, вместе со своим братом Умар-шейхом начинает участвовать в походах отца, где проявляются его таланты, ценимые Великим Эмиром.

## Поход на Моголистан
Участвовал в трёх походах (1370—1376 годы) в Джете (Моголистан), а также Хорезм. Именно ему Тимур поручает догнать побеждённого в битве правителя Могулистана эмира Камар-ад-дина. Тогда же Джахангир взял в плен его дочь — Дильшад-ага и жену — Хужон-ага. Впоследствии в 1375 году Тимур женился на Дильшад-ага, которая в августе 1377 года родила ему сына — Шахруха. Джахангир умер за год до этого.

## Жены и дети
В 1374 году Джахангир Мирзо берет в жены дочь хорезмского шаха Хусейна Суфи — Ак-Суфи Севин-бек, которая является внучкой хана Золотой Орды Узбек-хана, поэтому её называли Ханзаде. После его смерти она, по тюркскому обычаю, стала женой его брата Миран-шаха.
В 1375 году Джахангир женился на дочери Ильяса Ясури — Бахт Мульк-Ага.
В том же 1375 году у него рождается Мухаммад Султан. В 1376 году, через сорок дней после смерти Джахангира, рождается второй сын Пир-Мухаммед.
Также его женой была Рукия-ханика, дочь Кайхосрова Хаттуляна и его жены Туман-Кутлуг, являвшейся членом династии Туглук-Тимурдов.

## Смерть
В 1376 году он в очередном военном походе заболел и умер в возрасте 20 лет (по причине сердечной болезни — по версии народного писателя Мухаммад Али в первой книге тетралогии «Великое царство»). Тимур узнает об этом только по прибытии в Самарканд после очередного похода. Великий Эмир сильно любил его и считал наиболее достойным наследником престола.